# Observatorio Kiso
Observatorio Kiso (en japonés: 木曽観測所: Kiso Kansokujo) es un observatorio astronómico situado en el Monte Ontake en Japón. Fundado en el año 1974, en principio pertenecía al conjunto del Observatorio Astronómico de Tokio, teniendo como objetivo esencial el estudio de los objetos astronómicos extra-galácticos. Desde el año 1988, lo mantiene en funcionamiento el Instituto de Astronomía de la Facultad de Ciencia de la Universidad de Tokio (en japonés: 東京大学天文学教育研究センター), lugar donde se encuentra un Telescopio Schmidt de 105 cm, operativo para ser utilizado por cualquier astrónomo del mundo.
En el año 2002 se añadió al equipo un telescopio automático de 30 cm, conocido con el sobrenombre K.3T (Kiso 0.3m Telescope), utilizado principalmente para la observación de estrellas variables. Se ha automatizado para realizar numerosas observaciones repetidas durante largos periodos de tiempo.